# Holden Special Vehicles Maloo
Holden Special Vehicles Maloo (сокр. HSV Maloo) — ют, выпускавшийся с 1992 по 2017 год австралийской компанией Holden.

## Описание
HSV Maloo выпускался подразделением HSV в Клейтоне, штат Виктория. Самым быстрым автомобилем считается Maloo R8 с двигателем LS2 VY, который достиг максимальной скорости 271,44 км/ч в 2006 году, побив рекорд, ранее принадлежавший Dodge Ram SRT-10, более чем на 20 км/ч.
HSV Maloo выпускался в трёх основных комплектациях: Maloo R8, Maloo R8 SV и Maloo GTS, однако на протяжении всего производства производилось множество других моделей, включая Maloo GTSR для поколения F2 и Maloo GTSR W1 с двигателем LS9 мощностью 474 кВт. Maloo GTSR W1 никогда не предназначался для серийного производства, однако сотрудники HSV обнаружили, что в их распоряжении есть 4 лишних кузова Maloo GTSR, и построили 4 единицы, одну в оранжевом цвете, одну в ярко-жёлтом, одну в матово-сером и одну в зелёном. В настоящее время эти автомобили оцениваются более, чем в 1 миллион австралийских долларов.